# Ватиканские записи
«Ватиканские записи» (англ. The Vatican Tapes) — американский фильм ужасов 2015 года режиссёра Марка Невелдайна по рассказу Криса Моргана и Кристофера Борелли. Фильм производства компании Lionsgate.

## Сюжет
В Ватикане получают информацию из США об одержимости одной девушки Анджелы Холмс. Клирики весьма обеспокоены. Кардинал Брун вылетает для совершения обряда. Тремя месяцами ранее Анджела празднует свое 25-летие. Её отец Роджер и бойфренд Пит находятся в напряженных отношениях. Анджела случайно ранит себя ножом за праздничным столом. После этого с ней происходят необъяснимые события, которые сопровождаются появлением черного ворона. Её начинает мучить жажда и она падает в обморок. При поездке на такси она внезапно набрасывается на водителя и попадает в аварию. Анджела впадает в кому. Спустя 40 дней она неожиданно приходит в себя, но родные перестают ее узнавать. Она обнаруживает способность к биолокации. Камеры наблюдения фиксируют, как она проникает в покой с младенцами и едва не убивает одного из них. Приехавший на место происшествия детектив теряет контроль над собой и совершает самоубийство, порезав себя осколками разбитой лампы.
Анджелу помещают в психиатрическую клинику для наблюдения, но она оказывает негативное влияние на пациентов, провоцируя всплеск массового безумия. Отец Анджелы Роджер признается священнику, что мать девушки была проституткой и отказалась от дочери в роддоме. Анджела начинает говорить странные фразы на арамейском языке и внезапно демонстрирует странную осведомленность об интрижках своего лечащего доктора Ричардс. Врачи выписывают ее из клиники на поруку родственникам. Капеллан больницы отце Лосано входит в доверие к Роджеру Холмсу и убеждает его согласиться на обряд экзорцизма. Кардинал Брун и отец Лосано готовятся к обряду. Анджела дважды отказывается принять облатку. Затем она изрыгает три куриных яйца. Кардинал Брун видит в ней не простую одержимость, а воплощенного Антихриста. Он брызгает на девушку святой водой, но потом решается применить жертвенный нож. Остальные участники обряда начинают сомневаться в правильности своих действий. Анджела демонстрирует неуязвимость и способность к пирокинезу. В огне выживают двое: отец Лосано и Анджела. Лосано привозит в Ватикан доказательство одержимости девушки, однако он видит её в телепередаче в роли популярной целительницы.

## В ролях
- Кэтлин Робертсон — доктор Ричардс
- Майкл Пенья — отец Оскар Лосано
- Джимон Хонсу — Викар Имани
- Дугрей Скотт — Роджер Холмс
- Джон Патрик Амедори — Пит
- Оливия Тейлор Дадли — Анджела
- Темина Санни — репортёр
- Даниэл Бернхард — охранник психиатрической клиники
- Майкл Паре — детектив Харрис
- Элисон Ломан — пациентка психлечебницы
- Алексей Воробьёв — доктор Кулик

## Производство
Производство фильма началось в июле 2013 года в Лос-Анджелесе.

## Критика
Фильм получил в основном негативные отзывы критиков. На сайте Rotten Tomatoes он получил рейтинг 20 % на основе восемнадцати отзывов, со сравнительным рейтингом 4 из 10. Сайт Metacritic поставил фильму оценку 32 из 100 возможных баллов, на основе 12 отзывов.